# Wakebe (Klan)

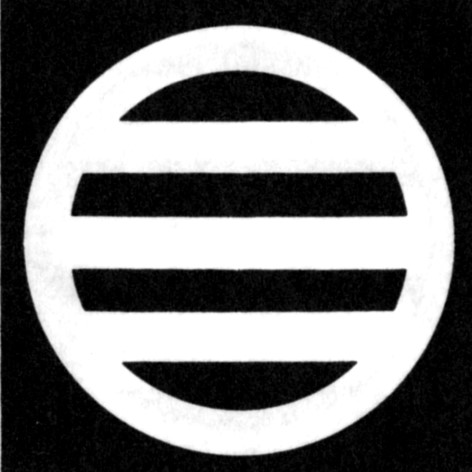
Wappen der Wakebe

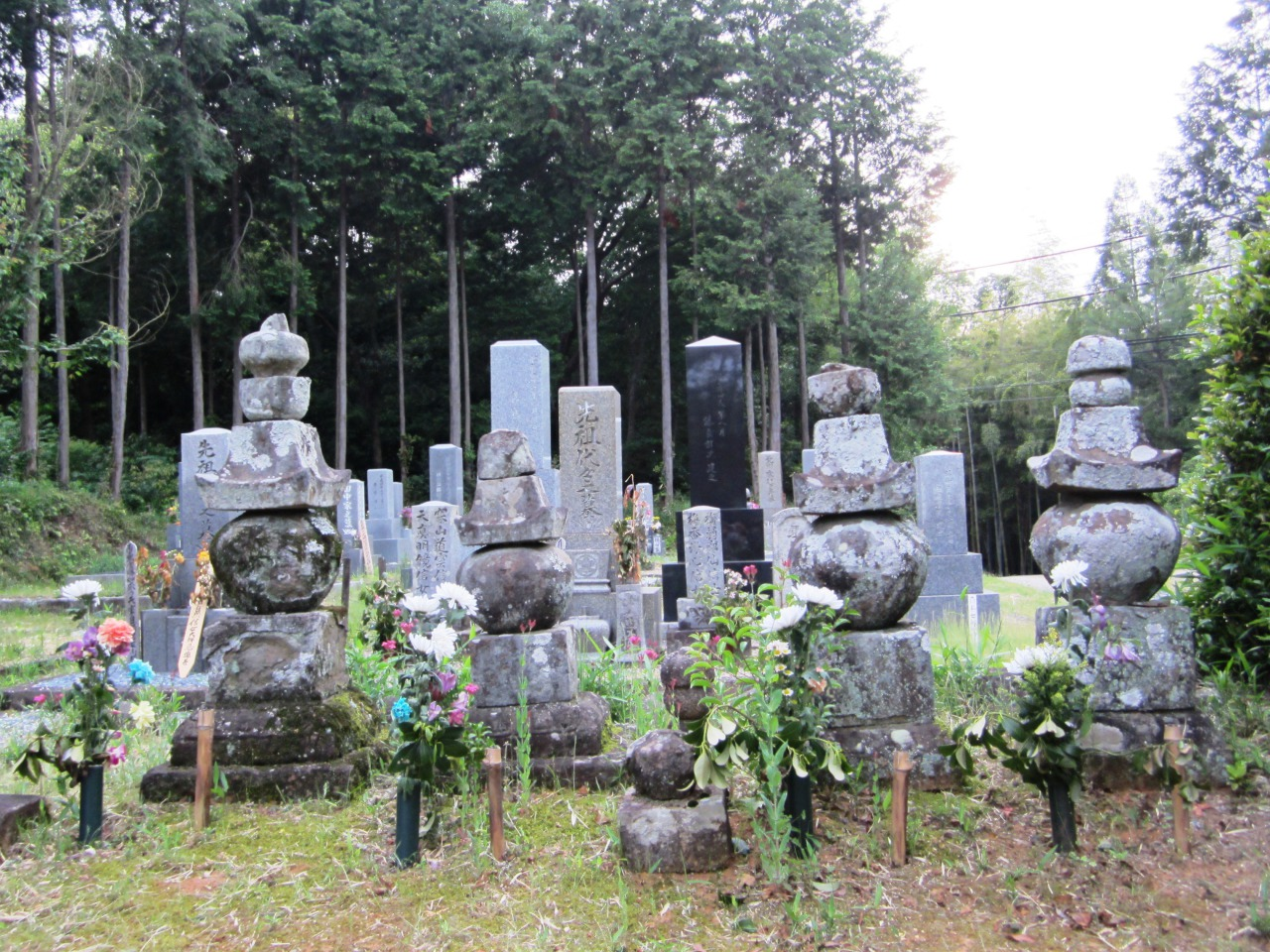
Gräber der Wakebe am Enkō-ji in der Stadt Tsu

Die Wakebe (japanisch 分部氏, Wakebe-shi) waren eine Familie des japanischen Schwertadels (Buke), die sich von Fujiwara no Tokinobu ableitete.

## Genealogie
- Mitsuyoshi (光嘉)  erhielt 1592 ein Einkommen von 10.000 Koku in der Provinz Ise.
- Mitsunobu (光信; 1591–1643) wurde nach Ōmiso (大溝)[A 1] in der Provinz Ōmi versetzt.

Da die Burg Ōmiso nach der Bestimmung „Nur eine Burg in jeder Provinz“ (一国一城, Ikkoku ichijō) abgerissen wurde, residierten seine Nachkommen dort im ehemaligen dritten Burgbereich (三の丸, San-no-naru) in einem „Festen Haus“ (陣屋, Jin‘ya) mit einem Einkommen von 20.000 Koku bis zur Meiji-Restauration im Jahr 1868. Danach erhielt der Chef des Hauses den Rang eines Vizegrafen.